# 교향곡 9번 (드보르자크)

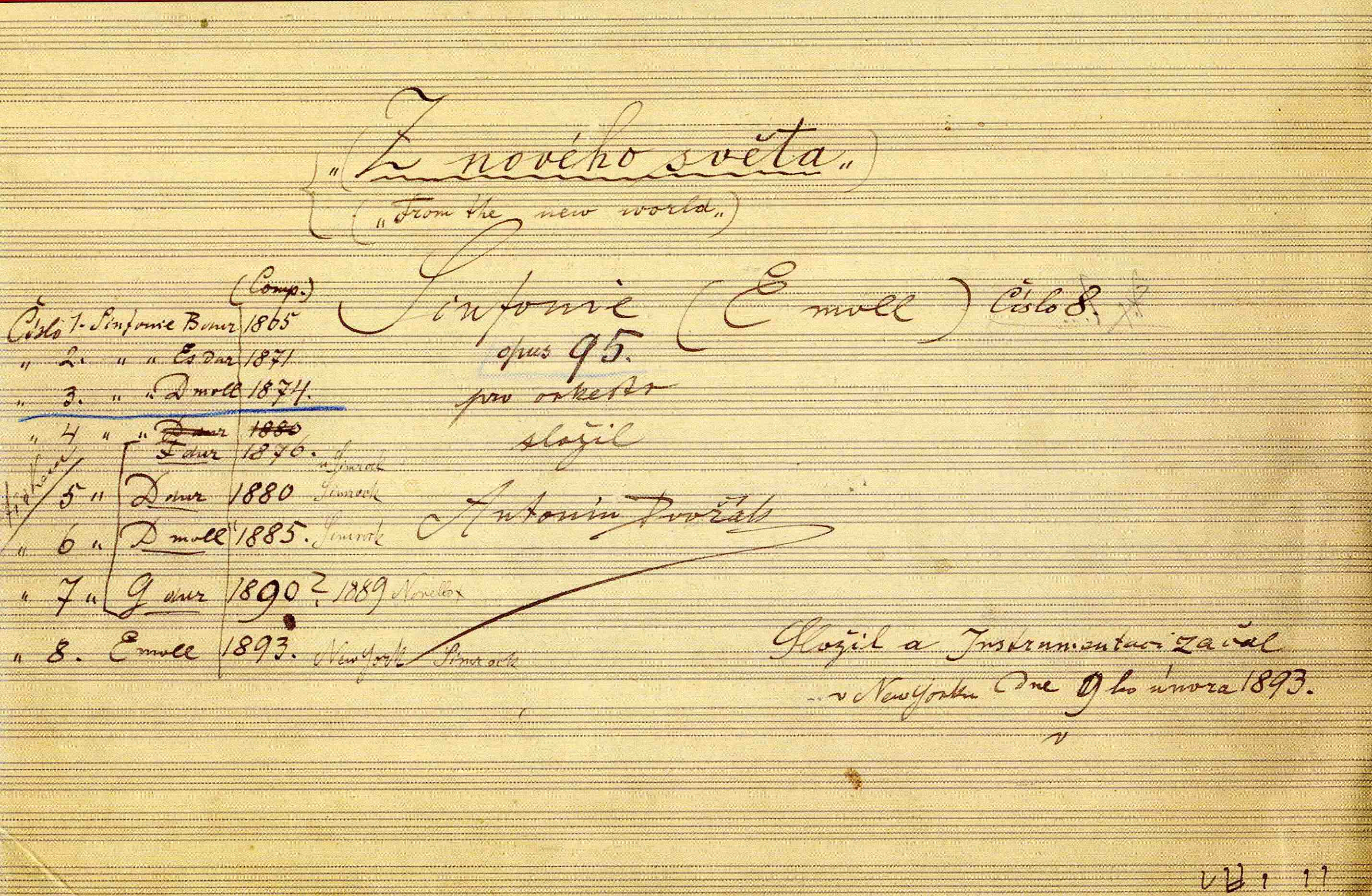
자필 사인이 있는 타이틀 페이지

《교향곡 9번 마단조, 작품 번호 95》은 안토닌 드보르자크가 작곡한 아홉 번째 교향곡이자 마지막 교향곡이다. 신세계로부터 또는 신세계 교향곡이라는 부제로도 가장 많이 알려진다. 그가 미국을 방문 중이던 1893년 작곡되었으며, 드보르자크의 가장 유명한 교향곡이면서 현대 레파토리 중에서도 자주 연주되는 곡이다. 아메리카 대륙을 주제로 한 것으로, 흑인영가와 인디언 음악의 요소가 가미되어 있으며, 지방색이 풍부하고 선율미와 구성미가 뛰어나다. 원제목은 <<신세계로부터>>이며, 모두 4악장으로 구성된다. 이 중 제2악장의 <<라르고>>가 유명하다. 그의 많은 작품 중에서 이 교향곡 등 미국 시대의 작품에 인기가 집중된 것은 이 곡이 체코 민족음악의 특징뿐만 아니라 미국의 인디언 및 흑인 음악의 특징도 채택하고 있어 명쾌하고 알기 쉬운 윤곽 속에 애호가들의 사랑을 지속적으로 받고 있기 때문이다. 이 교향곡에서 사용한 순환형식풍의 구성은 특히 친숙해지기 쉬운 재료로, 듣는 사람에게 깊은 감명과 인상을 주는 데 효과적이다. 드보르자크는 같은 피억압 민족의 한 사람으로서 흑인과 인디언에 대하여 깊은 동정과 공감을 품었던 것이다.

## 악기 편성
- 목관악기: 플루트 2, 오보에 2(하나는 잉글리시 호른을 겸함), 클라리넷 2, 바순 2
- 금관악기: 호른 4, 트럼펫 2, 트롬본 3(알토, 테너, 베이스), 튜바(2악장만)
- 타악기: 팀파니, 심벌즈(4악장만), 트라이앵글(3악장만)
- 현악 5부

## 악장 구성

### 제1악장: 아다지오 - 알레그로 몰토 (Adagio - Allegro molto)
마단조. 

### 제2악장: 라르고 (Largo)
내림라장조.

### 제3악장: 몰토 비바체 (Molto vivace)
마단조.

### 제4악장: 알레그로 콘 푸오코 (Allegro con fuoco)
마단조.

## 뉴욕 필하모니 관현악단
뉴욕 필하모니 관현악단이 초연하여 이 교향악단이 방문 연주 시 즐겨 연주하는 곡이다. 2008년 평양 방문 당시에도 연주하였다.

## 동일 소재 음악
- 차이콥스키 피아노 협주곡 1번 : 표트르 차이콥스키의 1번째 피아노 협주곡.
- 슈베르트 교향곡 8번 : 프란츠 슈베르트의 8번째 교향곡.

## 같이 보기
- 피아노 협주곡 1번 (차이콥스키)
- 교향곡 8번 (슈베르트)